# Southford Falls State Park
Southford Falls State Park ist ein State Park im US-Bundesstaat Connecticut auf dem Gebiet der Gemeinden Oxford und Southbury.

## Geschichte
Am Beginn des 20. Jahrhunderts befand sich an dieser Stelle die Fabrik der Diamond Match Company die eine Papiermühle betrieb und Kartonagen herstellte. 1923 brannte die Fabrik ab und 1927 wurde das Gelände an den Staat übertragen. 1932 wurde das Gelände in einen State Park umgewandelt.

## Geographie
Im Norden des Parks liegt der Papermill Pond, ein kleiner Stausee, der früher die Wasserversorgung der Papiermühle sicherte. Von dort aus fließt der Eightmile Brook nach Süden und ergießt sich über verschiedene Wasserfälle. Geologisch gehört der Park zum Iapetos Terrane, einem großen Gebiet in Connecticut, das durch die Metamorphose der Gesteine des Iapetus-Meeres entstanden ist. Der Fluss wurde wohl von Menschenhand vertieft um die Wasser in die Mühlen umzuleiten. Und in der Eiszeit schufen Gletscher das Tal, das sich nach Süden öffnet. An manchen Stellen tritt hier auch Gneis zu Tage, der zur Collinsville Formation gehört. Der Eightmile Brook bildet über lange Strecken die Grenze zwischen Oxford und Southbury, er fällt steil vom Lake Quassapaug zum Housatonic River ab.

## Freizeitaktivitäten
Im Park befindet sich eine überdachte Brücke, die gerne für Hochzeitsfotos benutzt wird. Es gibt Picknickplätze darüber hinaus kann man Skilaufen und Schlittschuh fahren im Winter und Wandern und Angeln. Es ist ein ausgewiesener Forellenpark, der wöchentlich mit Forellen bestückt wird.